# Trachelophora niasica
Trachelophora niasica là một loài bọ cánh cứng trong họ Cerambycidae.